# Megaselia pictorufa
Megaselia pictorufa är en tvåvingeart som först beskrevs av Colyer 1957.  Megaselia pictorufa ingår i släktet Megaselia, och familjen puckelflugor. Arten är reproducerande i Sverige.